# Šin
| Fenicio                          | Siriaco                          | Ebraico                          | Arabo |
| -------------------------------- | -------------------------------- | -------------------------------- | ----- |
| kaph                             | ܫ                                | שׂ,שׁ                              | س,ﺵ   |
| Fonema                           | Fonema                           | Fonema                           | ʃ / s |
| Posizione nell'alfabeto          | Posizione nell'alfabeto          | Posizione nell'alfabeto          | 21    |
| Valore numerico (Gematria/Abjad) | Valore numerico (Gematria/Abjad) | Valore numerico (Gematria/Abjad) | 300   |

Šin (maiuscolo ,corsivo ,arcaico ) è la ventunesima lettera di numerosi abjad semitici, come il fenicio, il siriaco ܫ, l'ebraico ש, e l'arabo.

## Storia
La lettera fenicia è all'origine del sigma greco (Σ), della S latino e delle lettere cirilliche Es (С) e Ša (Ш), e potrebbe aver ispirato la forma della lettera Ša dell'alfabeto glagolitico.
In ebraico si hanno due consonanti gemelle: |שׂ (si legge "sin" e si pronuncia s) e |שׁ (si legge "scin" e si pronuncia sc, come sciare). Le due consonanti si distinguono graficamente per la posizione del punto diacritico in alto a destra oppure a sinistra. Nei testi non vocalizzati sono rappresentate da un unico segno senza il punto diacritico che le distingue.

## Altri progetti

La šin in corsivo

La šin fenicia

La sin ebraica